# F. Springer
F. Springer (eigentlich: Carel Jan Schneider; * 15. Januar 1932 in Batavia; † 7. November 2011 in Den Haag) war ein niederländischer Schriftsteller und Diplomat.

## Leben
Carel Jan Schneider wurde als Sohn eines Deutschlehrers in Niederländisch-Indien geboren. Während der japanischen Besetzung im Zweiten Weltkrieg verbrachte er einige Zeit in einem Internierungslager. Im Jahr 1946 kehrte die Familie in die Niederlande zurück, wo Schneider in Rotterdam und Den Haag die Schule besuchte. Später studierte er in Leiden Jura. Von 1958 bis 1961 bekleidete er einen Posten in der Verwaltung von Niederländisch-Neuguinea. In den folgenden Jahren war Schneider Diplomat an den niederländischen Vertretungen in New York, Brüssel, Dhaka, Teheran und Straßburg. Ende der 1980er Jahre war er auf seinem letzten Auslandsposten niederländischer Botschafter in Ost-Berlin.
Seit 1989 lebte er als freier Schriftsteller in Den Haag. Für seine Arbeiten verwendete er das Pseudonym F. Springer.

## Publikationen (Auswahl)
- Bericht uit Hollandia. A. A. M. Stols/J. P. Barth, ’s-Gravenhage 1962. (Erzählungen)
- Schimmen rond de Parula. Em. Querido, Amsterdam 1966.
- De gladde paal van macht. Een politieke legende.[1] Em. Querido, Amsterdam 1969 (Roman)
- Tabee, New York. Querido, Amsterdam 1974, ISBN 9021413795. (Roman)
- Zaken overzee.[2] Querido, Amsterdam 1977, ISBN 9021413256. (Erzählungen)
- Bougainville : een gedenkschrift. Querido, Amsterdam 1981. (Roman)
deutsch: Bougainville. Luchterhand, München 1996, ISBN 3-423-12509-8.
- Quissama : een relaas. Querido, Amsterdam 1986/etwa 1985, ISBN 9021482789. (Roman)
deutsch: Quissama. Suhrkamp, Frankfurt am Main 1990, ISBN 3-518-11488-3.
- Sterremeer : een romance[3] Querido, Amsterdam etwa 1990, ISBN 9070066807. (Novelle)
- Teheran, een zwanezang.[4] Querido, Amsterdam 1991, ISBN 9021482886 (Roman)
- Bandoeng–Bandung. Een novelle Querido, Amsterdam 1993, ISBN 9021482894. (Novelle)
- Kandy : een terugtocht. Querido, Amsterdam 1998, ISBN 9021482738. (Roman)
deutsch: Die Farbe des September. Suhrkamp, Frankfurt am Main 1999, ISBN 3-518-41052-0.
- Weemoed en verlangen.[5] Querido, Amsterdam 1998, ISBN 902148272X.
- Verzameld werk. Querido, Amsterdam 2001, ISBN 9021482258. (Gesammelte Werke)
- mit Liesbeth Dolk: Allemaal gelogen : de herinnering als mooi verhaal.[6] Querido, Amsterdam 2002, ISBN 9021482266.
- Verre paradijzen.[7] Querido, Amsterdam 2004, ISBN 9021480174.

Für Bougainville erhielt er im Jahr 1982 den Ferdinand-Bordewijk-Preis und 1995 den Constantijn Huygensprijs für sein Lebenswerk.